# Der Schatz der Korsaren
Der Schatz der Korsaren (Originaltitel: Long John Silver, Alternativtitel: Die Schatzinsel 2) ist ein australisch-US-amerikanischer Piratenfilm von Regisseur Byron Haskin für die Produktionsfirmen Distributors Corporation of America (DCA) und Treasure Island Pictures Pty. Ltd. aus dem Jahr 1954 mit Robert Newton, Kit Taylor, Connie Gilchrist, Lloyd Berrell und Rod Taylor in den Hauptrollen. Der Film basiert auf den Charakteren des Romans Die Schatzinsel von Robert Louis Stevenson.

## Handlung
Der berüchtigte Seeräuber Long John Silver sitzt in einer Taverne auf einer Karibischen Insel fest. Die resolute Wirtin Purity Pinker, die ein Auge auf den alten Seebären geworfen hat und sich gerne mit ihm verkuppeln würde, führt in ihrer Schenke ein strenges Regiment. Eines Tages taucht in der Schenke ein schwer verletzter Matrose auf und berichtet von weiteren Schätzen auf der sagenumwobenen Schatzinsel des alten Piraten Flint. Bevor der Seemann mehr Details preisgeben kann, stirbt er, doch er hat Long John Silvers Jagdfieber geweckt, der einige seiner alten Mannschaft begeistern kann, ihn bei seiner Schatzsuche zu unterstützen. Silver braucht jetzt dringend ein Schiff und neben der Schatzkarte noch ein fehlendes Medaillon, um die Reichtümer der Schatzinsel zu bergen.
Durch einen Trick gelingt es ihm den Inselgouverneur für sich einzunehmen, da dessen Tochter von dem berüchtigten Halunken und Rivalen von Silver dem skrupellosen Piraten Mendoza auf seinem Schiff als Geisel gefangengehalten wird. Durch das Versprechen gegen ein Lösegeld die Tochter aus den Klauen von Mendoza zu befreien, vertraut ihm der Gouverneur Geld und Leute an. Long John Silver kommt mit Mendoza zusammen und überzeugt diesen sich auf ein Tauschgeschäft einzulassen. Er befreit die Tochter des Gouverneurs und bringt sich selbst in den Besitz von Waren aus einem Lager, die er einsetzen will, ein Schiff klarzumachen, um damit nach dem Schatz zu suchen. Durch Zufall begegnet er dabei auch seinem alten Freund dem Jungen Jim Hawkins, der im Besitz des besagten Medaillons ist, das zu Flints Schatz führen soll. Die beiden werden Partner und machen sich gemeinsam auf die Suche nach Flints zusammengeraubten Reichtümern. Nach einigen kurzen aber gefährlichen Abenteuern gelangen sie schließlich wieder zur Schatzinsel. Long John Silver besetzt mit seinen Männern kurzerhand Flints alte Blockhütte, wird aber von Israel Hands dort belagert der im Kampf gegen Jim Hawkins sein Augenlicht eingebüßt hat und nun mit wenigen Getreuen auf der Insel ausharrt und auf Rache sinnt. Als Silver mit seinen Männern in der Blockhütte festsitzt, kommt es zum Kampf und einige Männer von Silver fallen den Anschlägen von Israel Hands und seinen Leuten zum Opfer. Als aber der Pirat Mendoza mit seinem Schiff auf der Insel ankommt und sich auf die Jagd nach Long John Silver begibt, verbündet sich Hands mit seinem ehemaligen Weggefährten Silver wieder und macht seinerseits Jagd auf Jim Hawkins. Trotz seiner Erblindung sind Hands Sinne gut ausgeprägt und er kennt jeden Stein auf der Insel. Jim Hawkins kann sich in letzter Not auf eine Anhöhe über den Klippen retten, sitzt dort jedoch in der Falle, weil hinter ihm der Abgrund liegt und das Meer tost, bereit alles zu verschlingen. Israel Hands, der in seiner wahnsinnigen Wut den Fehler begeht den jungen Hawkins ein zweites Mal zu unterschätzen, greift Hawkins frontal an. Der Junge wirft dem Piraten seine Weste über und kann sich in letzter Sekunde unter den Händen von Hands wegducken, dieser greift nur die leere Weste und stürzt mit einem Schrei in die Tiefe.
Nachdem Hawkins auf der Suche nach Long John Silver schließlich von einem der Männer Mendozas gekidnappt wird, beschließt Silver mit dem Rest seiner Leute den Jungen zu retten. Mit selbstgebastelten Bomben überrascht er den Halunken Mendoza und kann mit seinen letzten Getreuen die Piraten und Mendoza überwältigen. Mendoza bleibt als einziger lebend übrig und wird nun seinerseits allein und ohne Schiff auf der Insel zurückgelassen. Long John Silver, Jim Hawkins und der Rest der Mannschaft kehrt mit den Schätzen auf die Karibikinsel zurück. Dort macht sich Silver ehrlich und übergibt dem Gouverneur seinen Anteil am Schatz, was diesen dazu veranlasst Silver zu begnadigen und zurück in die bürgerliche Gesellschaft zu integrieren. Doch bevor ihn auch die resolute Wirtin, die Hochzeit naht, noch unter ihre Fittiche nehmen kann, nimmt der ehemalige Pirat und Abenteurer mit seinem Freund Jim Hawkins mit einer Kutsche kurzerhand Reißaus, auf der Suche nach neuen Abenteuern.

## Hintergrund
Der Schatz der Korsaren ist eine inoffizielle Fortsetzung der Stevenson-Verfilmung Die Schatzinsel aus dem Jahre 1950. Newton wiederholt seine Rolle als verwegener Pirat Long John Silver, während Byron Haskin erneut die Regie führt. Mit denselben Schauspielern entstand noch im selben Jahr die 26-teilige Fernsehserie The Adventures of Long John Silver.
Das Produktionsdesign stammt von Bill Constable, die Kostüme kamen von Karl Raymond. Drehorte des Films lagen in Australien.

## Kritiken
„Ein verwegener Seeräuber plant eine neue Schatzgräberexkursion. Lose an Stevensons Schatzinsel anknüpfender kleiner Seeabenteuerfilm, der dank seines Humors und Tempos hinlänglich unterhält.“